# پالو شکاپنکو
پالو شکاپنکو (اوکراینی: Павло Леонідович Шкапенко؛ زادهٔ ۱۶ دسامبر ۱۹۷۲) بازیکن فوتبال اهل اوکراین است.
از باشگاه‌هایی که در آن بازی کرده‌است می‌توان به باشگاه فوتبال شینیک یاروسلاول، باشگاه فوتبال متالورگ زاپروژیا، باشگاه فوتبال آرسنال کی‌یف، باشگاه فوتبال تورپدو مسکو، باشگاه فوتبال دینامو کی‌یف، باشگاه فوتبال کوبان کراسنودار، و باشگاه فوتبال الیستا اشاره کرد.
وی همچنین در تیم ملی فوتبال اوکراین بازی کرده‌است.